# ムゥタズィラ学派
ムゥタズィラ学派（アラビア語: المعتزلة、al-muʿtazilah）とは、イスラム教の神学の学派である。9世紀初頭から10世紀にかけてのイスラーム世界で大きな影響力を持ち、分散して少数派となった後も思想の一部はシーア派に継承された。

## 歴史
ムゥタズィラ学派は8世紀前半にイラクのバスラで創始された。ワースィル・イブン・アター（699年 - 748年）が創始者とされているが、独自の学説が確立されたのはアブー・フザイル（751年 - 849年）の時代以降だと考えられている。アッバース朝のカリフ・マアムーンが設立した知恵の館での翻訳活動などの異文化の思考法の積極的な摂取、体系的思考を求める時代を背景にムゥタズィラ学派の思想が確立された。アリストテレスなどのイスラーム世界外の思考法を部分的に借用したムゥタズィラ学派は思弁による解釈を進めていった。827年にマアムーンがムゥタズィラ学派が主張する「クルアーン（コーラン）創造説」を公認すると宮廷で権勢を振るうようになり、833年にミフナ（異端審問）を開いた。ムゥタズィラ学派が初期アッバース朝の保護を受けて繁栄した一因として、四代目の正統カリフ・アリーの即位に対して曖昧な立場をとったアッバース家を擁護し、ウマイヤ家を弾劾した点が挙げられている。ワースィルはアリーを三代目の正統カリフ・ウスマーンより上の立場においたがアリーの至上論を認めず、4人の正統カリフに優劣を付けることを避けていた。
ムゥタズィラ学派の行き過ぎた理論は批判を受け、カリフ・ムタワッキルの時代に入ると正統派知識人の勢力が盛り返した。合理主義の徹底によって伝統的な世界観を揺るがすムゥタズィラ学派に対して法学の分野ではイブン・ハンバルが創始したハンバル学派、神学の分野ではかつてムゥタズィラ学派に属していたアシュアリーが創始したアシュアリー学派が現れ、ムゥタズィラ学派の思想に反駁した。11世紀末に成立したホラズム・シャー朝の学者の中にムゥタズィラ学派の伝統は残っていたが、13世紀初頭のモンゴル帝国のホラズム征服の中で学統は失われた。

## 思想
学派の名称である「ムゥタズィラ」は他称であり、この学派に属する人間は「タウヒードとアドルの徒」を自称していた。「ムゥタズィラ」は「退いた人」を意味する言葉で、創始者のワースィルが師であるハサンが属するハワーリジュ派の一派から身を退いたことに由来すると言われている。ムゥタズィラ学派は大罪を犯した人間を信徒と認めないハワーリジュ派と、罪を犯しても信仰を保ちさえすれば信徒であるとするムルジア派の両極端な主張から身を退いた中間の立場をとっていた。ほか、「ムゥタズィラ」を保守的な思想家から距離を置いた「離れ去った人々」の意味とする説、カリフ・アリーの即位に中立的な立場をとるためだとする説もある。この学派に属する人間は「ムゥタズィラ」の呼称を好み、進んで自称していたと言われている。
ムゥタズィラ学派に属するグループは、バスラ、バグダードを中心に六派に分かれていたと言われる。ムゥタズィラ学派の著作は正統派から禁書として扱われ、イスラーム世界の主要な文化地域からムゥタズィラ学派の著作が失われた状態が長らく続いていた。このため、ムゥタズィラ学派の理論の復元を試みるイスラーム世界とヨーロッパの学者は、シャフラスターニーやイーズィーなどの著作の断片的な記述に頼っていた。1929年から1930年にかけて、ヘルムート・リッターがイスタンブールで発見したアシュアリーの『イスラーム諸学派の所説』が出版されると、資料が不足していた状況が好転する。1951年にサナアで発見されたアブドゥルジャッバールの『神学大全』の写本は初期・中期ムゥタズィラ学派の思想を伝える重要な資料となっている。アシュアリーは同時代のムゥタズィラ学派に共通する思想として、以下の5つを挙げている。
1. タウヒード
2. アドル（神の正義）
3. 天国への約束と地獄への脅し
4. 信者と不信者の中間の立場
5. 勧善懲悪

ムゥタズィラ学派はカラーム（議論、思弁）を取り入れた最初の神学者の一派であり、イスラーム史上初めて体系的な神学論を構築した初期のムゥタズィラ学派はタウヒードを合理的な思惟で擁護した。この学派に属する人間はイスラーム世界における神、人間、世界の関係を人間の視点から理性による説明を試みた。理性による説明は行為の分析を介した人間の自由意志の確認が前提となっており、ムゥタズィラ学派は「行為の創造者」という自立した立場から神の合理的解釈を行った。人間による行為の創造は性質が全く異なる意識的行為と無意識的行為に二分され、前者の行為について神は人間に行為を選択・実現する権利を授け、人間は様々な行為の可能性に対して正しい選択を行わなければならないとする「選択の権利」が説かれていた。人間の行為の責任は当人に帰すると考えるため、最後の審判の時に預言者ムハンマドが罪を犯した信徒の罰を極力軽いものにする「執り成し（shafā'ah）」の信仰を認めていなかった。
ムゥタズィラ学派の特徴として「神の属性の否定」、「クルアーン創造説」がある。正統派のウラマーが神の属性を認めていたのに対し、神が本質以外の外部の属性に依拠することはタウヒードに矛盾するとして、神の属性を認めなかった。神を不可視の存在とする点で学派内の意見は一致していたが、心眼で見ることができるか否かで議論が交わされていた。「クルアーン創造説」は、学派の創始者であるワースィルの弟子の中でも異端的な人間だったジャフム（? - 746年）によって提唱された。ウラマーはクルアーンを「神とともに永遠の存在である神の言葉」と見なしていたのに対して、唯一の神の他に永遠の存在を認める矛盾を指摘し、クルアーンは神によって創られたものだと説いた。そして、クルアーンを伝統的ハディースに頼ることなく、個人の思惟で解釈する立場を取った。
ムゥタズィラ学派の説く抽象的な神の解釈は一般市民に拒絶され、スンナ派多数派から反論を受けた。しかし、極端な宿命論の否定と人間の自由意志とそれに伴う責任に関する議論、そして伝統に囚われない発想によって科学的進歩を導いた点は高い評価を受けている。ムゥタズィラ学派の思想はアッバース朝支配下のユダヤ教徒にも影響を与え、ラビ・ユダヤ教神学形成の一翼を担った。